# Josef Kratochvíl
Josef Kratochvíl (abreviado Kratochvíl) fue un aracnólogo checo.
Nació el 6 de enero de 1909 en Kúsky y falleció el 17 de febrero de 1992 en Brno.

## Taxones descritos
| - Barusia hofferi (Kratochvíl, 1935) - Barusia insulana (Kratochvíl & Miller, 1939) - Barusia korculana (Kratochvíl & Miller, 1939) - Barusia maheni (Kratochvíl & Miller, 1939) - Barusia Kratochvíl, 1978 - Buresiolla Kratochvíl & Miller, 1958 - Carinostoma Kratochvíl & Miller, 1958 - Centetostoma Kratochvíl & Miller, 1958 - Folkia Kratochvíl, 1970 - Giljarovia Kratochvíl & Miller, 1958 - Histricostoma Kratochvíl & Miller, 1958 - Leptonetela Kratochvíl, 1978 - Lola Kratochvíl, 1937 - Mediostoma Kratochvíl & Miller, 1958 - Paralola Kratochvíl, Balat & Pelikan, 1958 - Parastalita Absolon & Kratochvíl, 1932 | - Stalagtia monospina (Absolon & Kratochvíl, 1933) - Stalagtia skadarensis Kratochvíl, 1970 - Stalagtia Kratochvíl, 1970 - Stalitella noseki Absolon & Kratochvíl, 1933 - Stalitella Absolon & Kratochvíl, 1932 - Stygopholcus skotophilus Kratochvíl, 1940 - Stygopholcus Absolon & Kratochvíl, 1932 - Sulcia armata Kratochvíl, 1978 - Sulcia inferna Kratochvíl, 1938 - Sulcia mirabilis Kratochvíl, 1938 - Sulcia montenegrina (Kratochvíl & Miller, 1939) - Sulcia nocturna Kratochvíl, 1938 - Sulcia occulta Kratochvíl, 1938 - Sulcia Kratochvíl, 1938 - Travuniidae Absolon & Kratochvíl, 1932 - Typhlonesticus absoloni (Kratochvíl, 1933) |

## Abreviatura (zoología)
La abreviatura Kratochvíl  se emplea para indicar a Josef Kratochvíl como autoridad en la descripción y taxonomía en zoología.